# ديفيد هالبرستام
ديفيد هالبرستام أو ديفيد هالبرشتام بالإنجليزية ( David Halberstam) (10 أبريل 1934- 23 أبريل 2007 ) كاتب وصحفي ومؤرِّخ أميركي، اشتهر بكتاباته عن حرب فيتنام، السياسة، التأريخ، الإعلام، الثقافة الأميركية، وأخيراً الصحافة الرياضية.
نال جائزة بوليتزر في التقارير الدولية لعام 1964، توفي في الثالث والعشرين من نيسان/ أبريل 2007 إثر حادث سيارة بينما كان يعدّ دراسة لأحد كتبه

## سنوات حياته الأولى وتعليمه
ولد هالبرستام في مدينة نيويورك، وهو ابن بلانش (ليفي) وتشارلز أ. هالبيرستام، مُدرسة ابتدائية وجراح عسكري. وكانت عائلته يهودية. نشأ ديفيد في وينستد، كونيتيكت، حيث كان زميلًا لرالف نادر. انتقل لاحقًا إلى يونكيرس، نيويورك وتخرج من مدرسة روزفلت الثانوية في عام 1951. تخرج في عام 1955 من كلية هارفارد بدرجة بكالوريوس، بعد أن شغل منصب مدير تحرير جريدة هارفارد كريمسون. كان لدى هالبرستام أسلوب كتابة متمرد، وشارك كمحرر لصحيفة هارفارد كريمسون، في مسابقة لمعرفة أي كاتب عمود يمكن أن يُزعج القراء أكثر.

## مهنته
بدأت مهنة هالبرستام في الصحافة في صحيفة ديلي تايمز ليدر في ويست بوينت، ميسيسيبي، أصغر صحيفة يومية في ميسيسيبي. غطى بدايات حركة الحقوق المدنية من أجل صحيفة تينيسي في ناشفيل. وصرح جون لويس في وقت لاحق أن هالبرستام هو الصحفي الوحيد في ناشفيل الذي سيغطي اعتصامات ناشفيل. ظهر أسلوب هالبرستام الكتابي الناري المتمرد أولاً عندما غطى حركة الحقوق المدنية، إذ احتج على أكاذيب السلطات التي صورت المتظاهرين الحقوقيين على أنهم عنيفون وخطرون.

### جمهورية الكونغو
أرسلت صحيفة نيويورك تايمز هالبرستام في أغسطس 1961، إلى جمهورية الكونغو لمتابعة أزمة الكونغو. على الرغم من أنه كان حريصًا في البداية على تغطية الأحداث في البلاد، إلا أنه سئم  بمرور الوقت من ظروف العمل الصعبة وصعوبة التعامل مع عدم صدق المسؤولين الكونغوليين. قبل بسرعة في يوليو 1962، فرصة للانتقال إلى فيتنام لتقديم تقرير عن حرب فيتنام لصحيفة نيويورك تايمز.

### فيتنام
وصل هالبرستام إلى فيتنام في منتصف عام 1962. وكونه رجلًا طويل القامة ومتين البنية، نقل الكثير من الثقة بالنفس في مقابلته، ما دفع السفارة الأمريكية للموافقة عليه. ومع ذلك، كان هالبرستام عرضة لنوبات غضب عديدة عند مواجهة أكاذيب السياسيين، وسرعان ما دخل في صراع مع المسؤولين الأمريكيين. عندما أطلق كبير الضباط الأمريكيين في جنوب فيتنام، الجنرال بول دونال هاركينز، عملية مع 45 طائرة هليكوبتر يقودها طيارون أمريكيون لتوصيل كتيبة من المشاة الفيتناميين الجنوبيين لمهاجمة قاعدة فيت كونغ أثناء فترة استبعاد وسائل الإعلام، استشاط هالبرستام غضبًا عندما أُمر بالكتابة عن العملية بأنها انتصار. في رسالة موجهة إلى فريدريك نولتينغ، السفير الأمريكي في جنوب فيتنام، كتب هالبرستام عن أسباب التعتيم الإعلامي: «إن السبب هو الأمن. هذا بالطبع أمر غبي وساذج بل ومهين لوطنية وذكاء كل صحفي أمريكي وكل صحيفة أمريكية ممثلة لبلادها هنا.» جادل هالبرستام بأن العملية لم يكن من الممكن أن تنجح بالطريقة التي ادعاها هاركينز، إذ لا بد أن يكون الفيتكونغ قد سمع المروحيات القادمة وبالتالي تراجع جنوده كما يفعل المقاتلون عادة عندما يواجهون قوة أكبر، ما دفعه إلى كتابة: «يمكنك أن تراهن على علم الفيتكونغ بما كان يحدث. يمكنك أن تراهن على علم هانوي بما كان يحدث. فقط الصحفيون الأمريكيون والقراء الأمريكيون من كانوا جاهلين.»

## روابط خارجية
- ديفيد هالبرستام على موقع IMDb (الإنجليزية)
- ديفيد هالبرستام على موقع الموسوعة البريطانية (الإنجليزية)
- ديفيد هالبرستام على موقع ميوزك برينز (الإنجليزية)
- ديفيد هالبرستام على موقع إن إن دي بي (الإنجليزية)
- ديفيد هالبرستام على موقع قاعدة بيانات الفيلم (الإنجليزية)